# يوخن هان
يوخن هان (بالألمانية: Jochen Hahn)‏ هو سائق سباق ألماني، ولد في 18 أبريل 1974 في آلتنشتايغ في ألمانيا.